# Mare, mare, mare, voglia di...
Mare, mare, mare, voglia di... (Comment draguer toutes les filles) è un film del 1981 diretto da Michel Vocoret.

## Trama
Alain, Éric ed Olivier sono tre giovincelli, convinti assertori di una vita da scapoli gaudenti e che partono per un fine settimana a Deauville, sulla costa settentrionale francese, con il proposito di contendersi il maggior numero di conquiste femminili, onde ottenere un viaggio premio offerto dal padre di Olivier, agente turistico.
Brillando in chiacchiere e collezionando fallimenti, i protagonisti si rincontrano qualche tempo dopo in un parco parigino a condurre carrozzine, sotto lo sguardo vigile delle rispettive consorti.

## Curiosità
- Il film è uscito in Italia nel 1983, avvalendosi del brano di apertura e di chiusura "Mare di Battiato", eseguito dal duo pianistico Antonio e Marcello (edizioni musicali Belriver), un arrangiamento di "Un'estate al mare" di Giuni Russo e "Centro di Gravità Permanente" di Franco Battiato.